# Baierdorf bei Anger
Baierdorf bei Anger est une ancienne commune autrichienne du district de Weiz en Styrie qui a été rattachée au bourg d'Anger le 1er janvier 2015.